# تلفاز الانستغرام (IGTV)
تلفاز الانستغرام IGTV كان تطبيق فيديو مستقل بواسطة انستغرام للهواتف الذكية التي تعمل بنظام Android وiOS. يسمح بمقاطع فيديو أطول مقارنة بمنشورات الانستغرام الاعتيادية. بينما يتوفر IGTV كتطبيق مستقل، تتوفر الوظائف الأساسية أيضًا داخل تطبيق انستغرام وموقع الويب.
تم إطلاق الخدمة وتقديمها من قبل الرئيس التنفيذي السابق لـ انستغرام كيفن سيستروم في حدث مباشر في سان فرانسيسكو في 20 يونيو 2018، يضم منشئي محتوى مثل ليلي بونز.

## الخدمة
يتطلب IGTV من المستخدمين تسجيل الدخول باستخدام حساب انستغرام. تسمح الأجهزة المحمولة بالتحميلات التي تصل مدتها إلى 15 دقيقة مع حجم ملف يصل إلى 650 ميجابايت، بينما تسمح متصفحات الويب لسطح المكتب بالتحميلات التي تصل مدتها إلى 60 دقيقة مع حجم ملف يصل إلى 3.6 جيجابايت. يقوم التطبيق تلقائيًا بتشغيل مقاطع الفيديو بمجرد إطلاقه، وهو ما عارضه كيفن سيستروم مع مضيفي الفيديو حيث يجب على المرء أولاً تحديد موقع مقطع فيديو.
تتلقى حسابات انستغرام مع قناة IGTV علامة تبويب IGTV على صفحة ملفهم الشخصي. بالإضافة إلى ذلك، يمكن عكس التحميلات على IGTV إلى صفحة فيسبوك مرتبطة.
اعتبارًا من مايو 2019، يتيح IGTV للمستخدمين تحميل مقاطع الفيديو ومشاهدتها بالاتجاهين الرأسي والأفقي، بدلاً من الاتجاه الرأسي فقط قبل التحديث.

## ايقاف الخدمة
في فبراير 2022، أعلنت شركة إنستغرام عن نيتها إيقاف تطبيق IGTV المستقل، والتركيز بدلًا من ذلك على دمج محتوى الفيديو داخل التطبيق الأساسي.